# Poivrière (architecture)
Pour les articles homonymes, voir Poivrière.

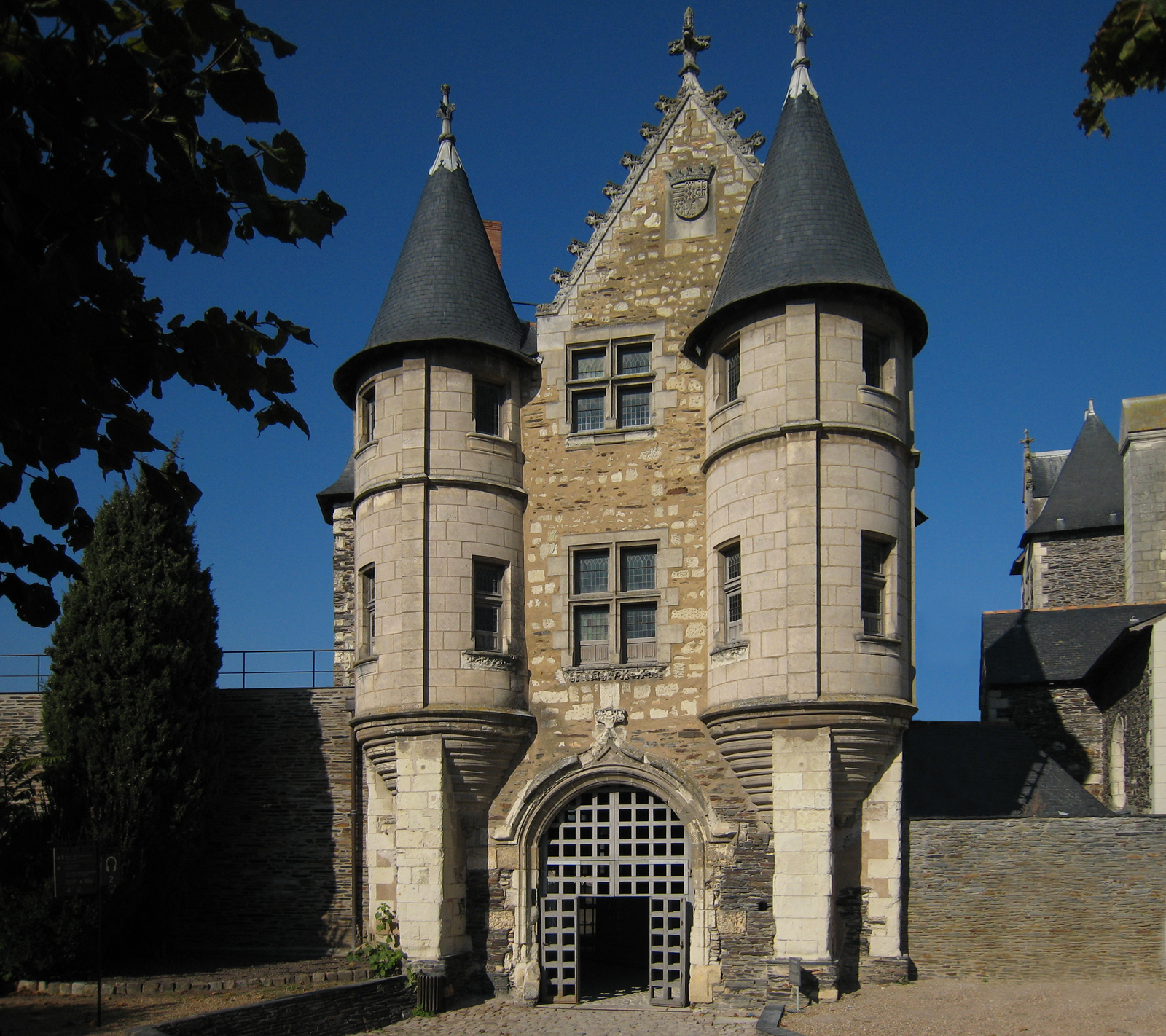
Châtelet du roi René au château d'Angers.

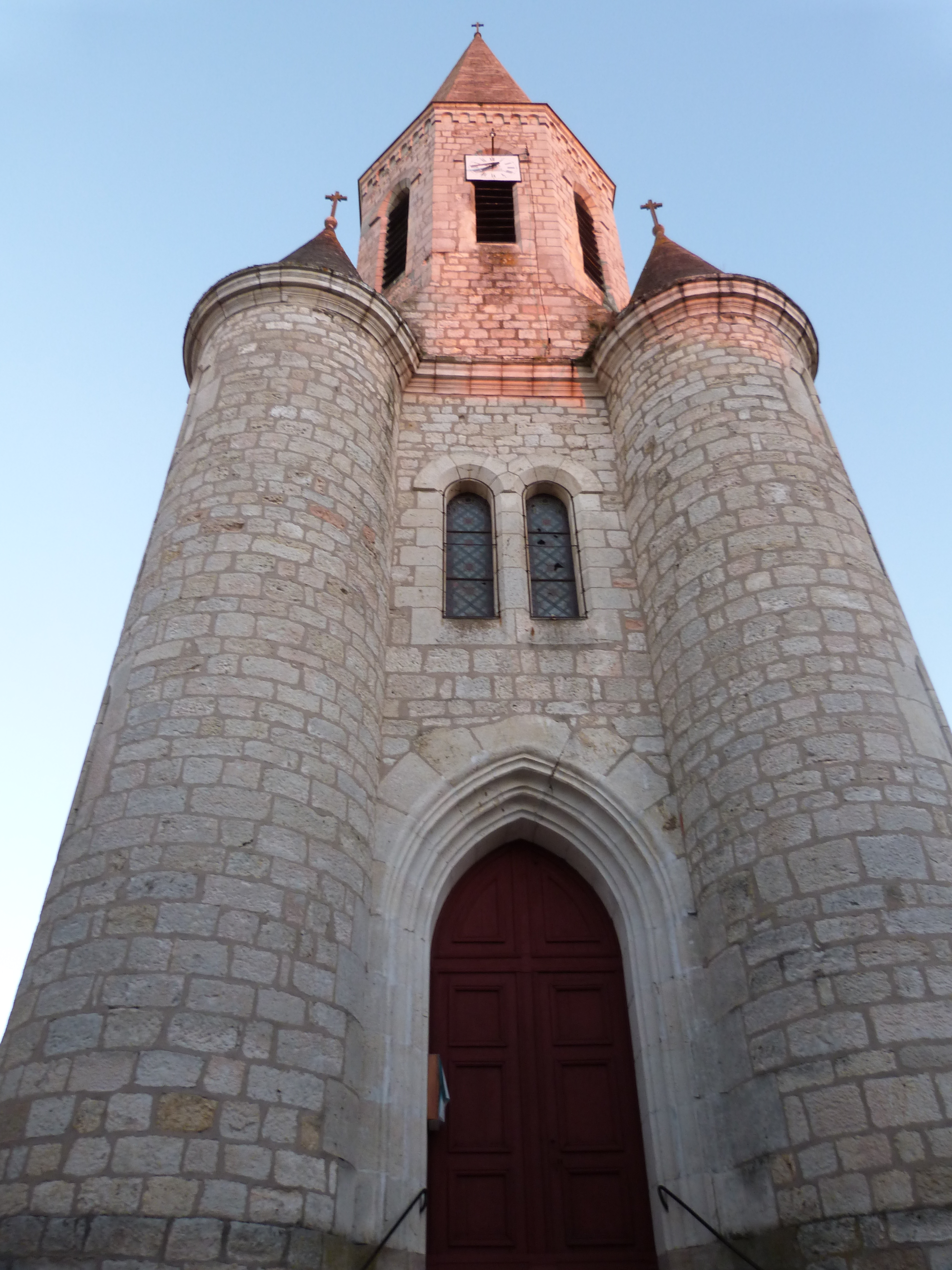
L'église Saint-Michel de Cestayrols avec deux tourelles d'escaliers.

La poivrière est une guérite de maçonnerie à toit conique placée en encorbellement à l'angle d'un bastion, de châteaux forts, de tours, de maisons, d'hôtels particuliers ou de ponts. 

## Historique
La poivrière est une structure architecturale qui a évolué au fil du temps, dont la fonction première était de surveiller les abords de ces constructions.
Au fil des siècles, le terme « poivrière » a été étendu pour désigner toute construction surmontée d'un toit en forme de cône, y compris des échauguettes rondes ou des tours polygonales. Ces structures étaient souvent utilisées pour des fonctions de défense et de surveillance

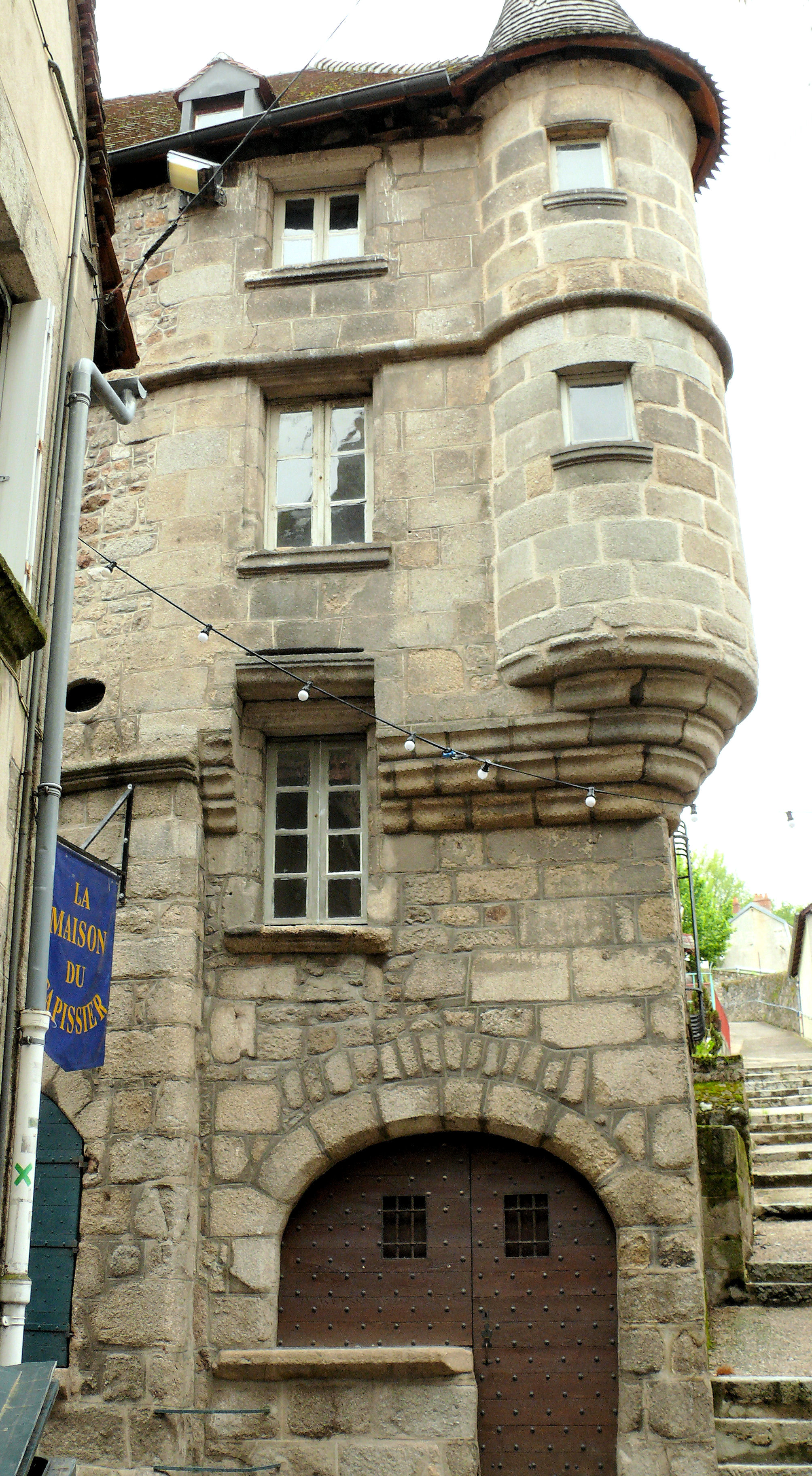
Maison Corneille à Aubusson.
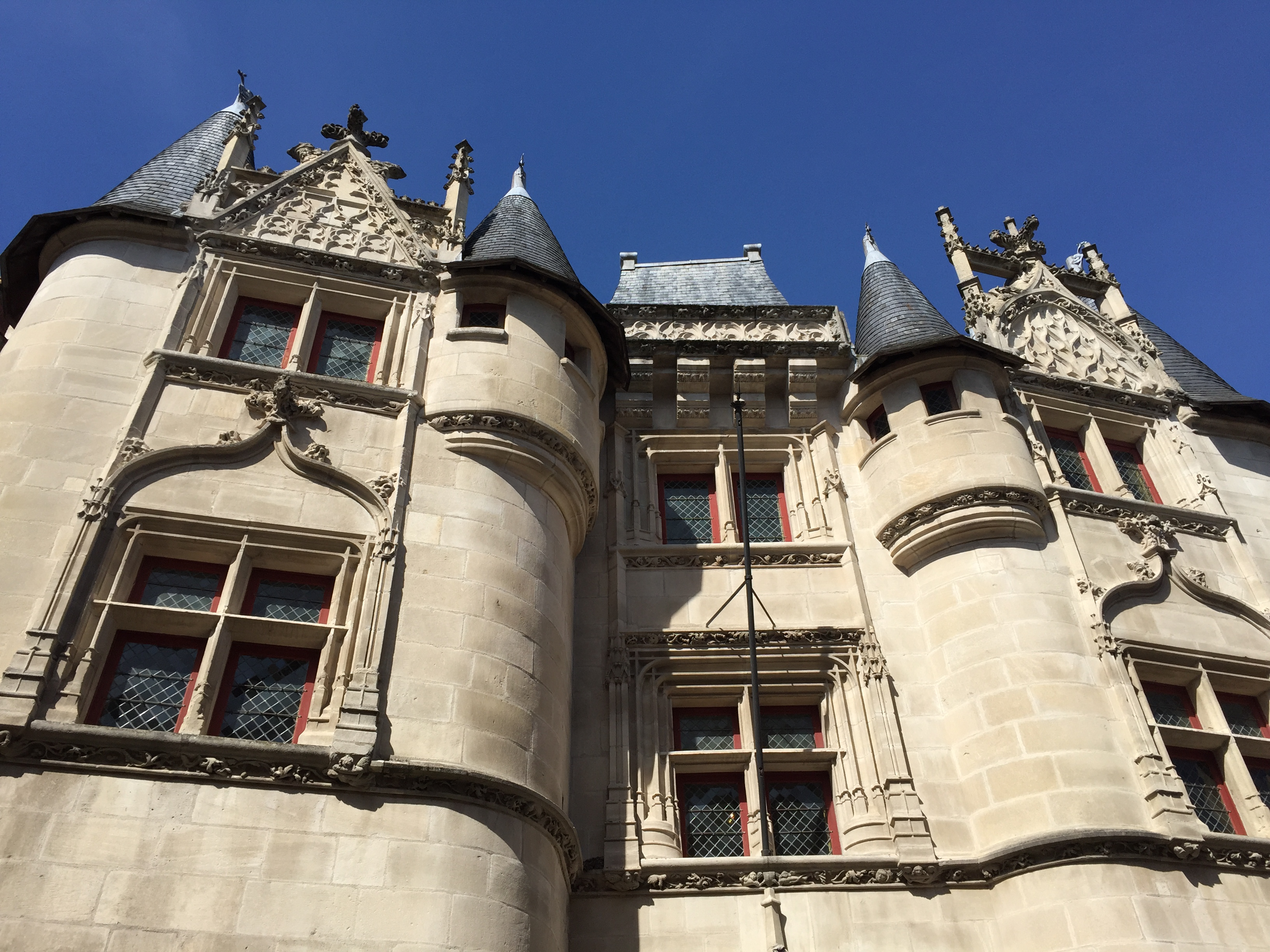
Hôtel Fumé à Poitiers.
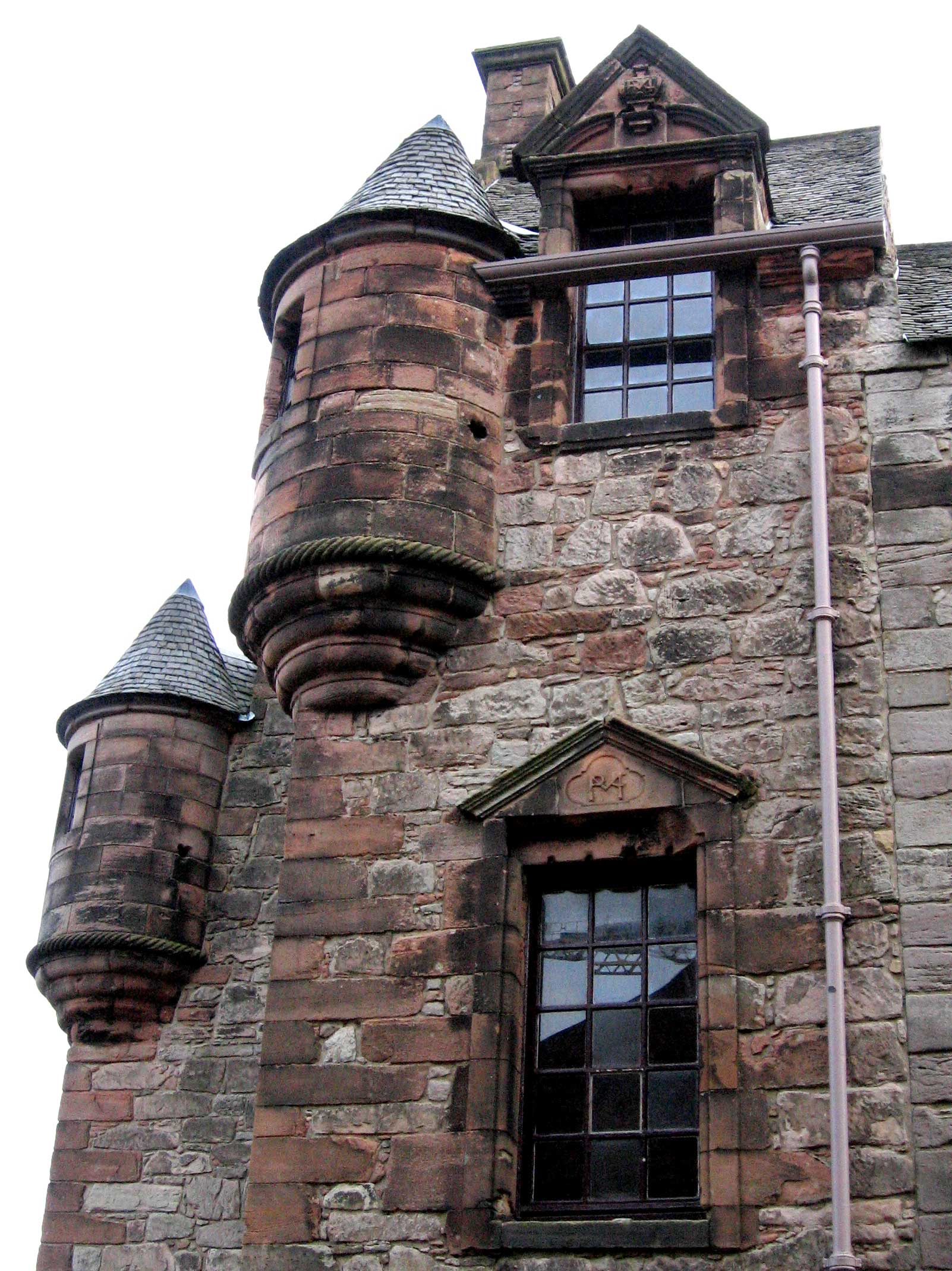
Poivrières du château de Newark à Port Glasgow.
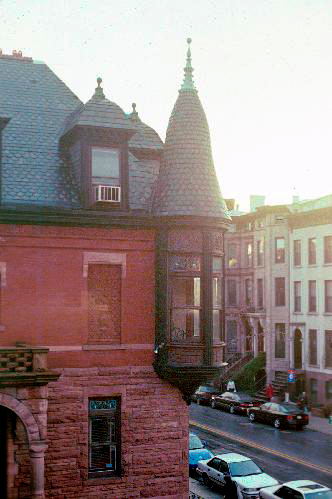
Poivrière à Brooklyn.
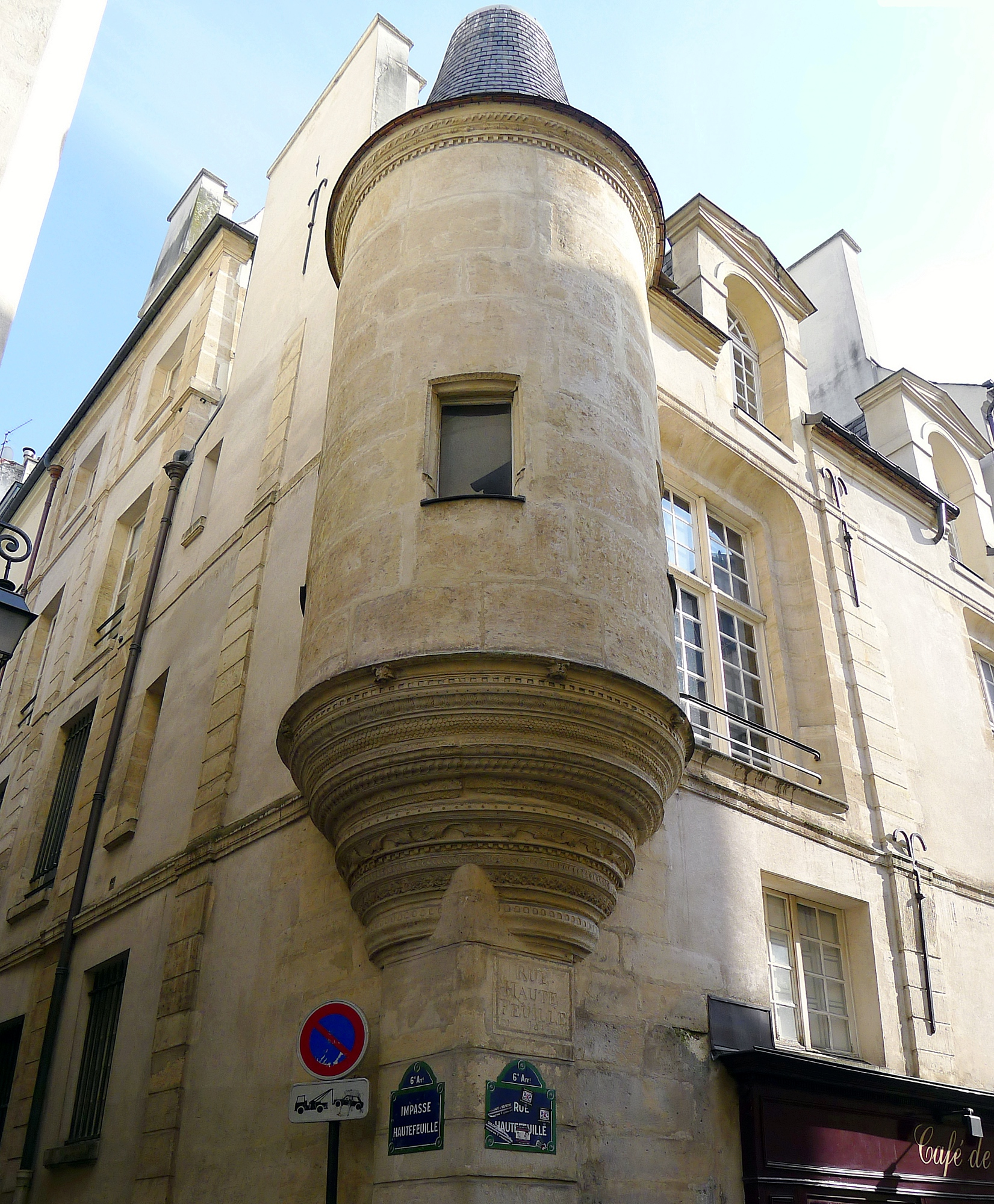
Poivrière de l'hôtel des abbés de Fécamp, à Paris.